# Vivi-Ann Sjögren
Vivi-Ann Kristina Sjögren de Serrano, född Widergren den 31 maj 1938 i Esbo, är en finlandssvensk journalist, författare och skådespelare. Hennes författarskap har inspirerats av resor och främmande kulturer.
Som röstskådespelare är hon troligtvis mest känd som berättare i de svenska versionerna av den animerade TV-serien I Mumindalen.

## Filmografi (urval)
- 1990–1991 – I Mumindalen (svensk berättarröst)
- 1992 – Kometen kommer (svensk berättarröst)
- 1995–2004 – Kotikatu (Stina Matsson)

## Priser och utmärkelser
- Första pris, Nordisk måltidslitteratur 2008
- Folkbildningspriset, Svenska folkskolans vänner 2009
- Wareliuspriset 2020